# Formula Regional Middle East Championship
Het Formula Regional Middle East Championship is een autosportkampioenschap in het formuleracing, georganiseerd door Top Speed. Het kampioenschap valt binnen de Formule Regional-categorie.
Nadat Top Speed in 2023 de naam van het Formula Regional Asian Championship wilde gebruiken om een kampioenschap in Zuidoost-Azië te organiseren, besloot het voor het kampioenschap in het Midden-Oosten een nieuwe naam te geven.

## Auto
Het kampioenschap rijdt met auto's van Tatuus. De auto's zijn gebouwd van koolstofvezel en bevatten een monocoque chassis, inclusief een aantal veiligheidsvoorzieningen, waaronder een halo. De auto's bevatten een motorblok van Alfa Romeo met 270 pk en een inhoud van 1.75 liter, gebouwd door Autotecnica.

## Kampioenen
| Jaar | Coureur               | Team                          | Tweede         | Derde         |
| ---- | --------------------- | ----------------------------- | -------------- | ------------- |
| 2025 | Evan Giltaire         | ART Grand Prix                | Freddie Slater | Ugo Ugochukwu |
| 2024 | Tuukka Taponen        | R-ace GP                      | Taylor Barnard | Rafael Câmara |
| 2023 | Andrea Kimi Antonelli | Mumbai Falcons Racing Limited | Taylor Barnard | Rafael Câmara |